# Umučení sv. Vavřince (Karel Škréta)
Kresba Umučení sv. Vavřince českého barokního malíře Karla Škréty, datovaná přibližně před rok 1650, je patrně návrhem kompozice k nerealizovanému oltářnímu obrazu. Je součástí sbírky grafiky a kresby Národní galerie v Praze.

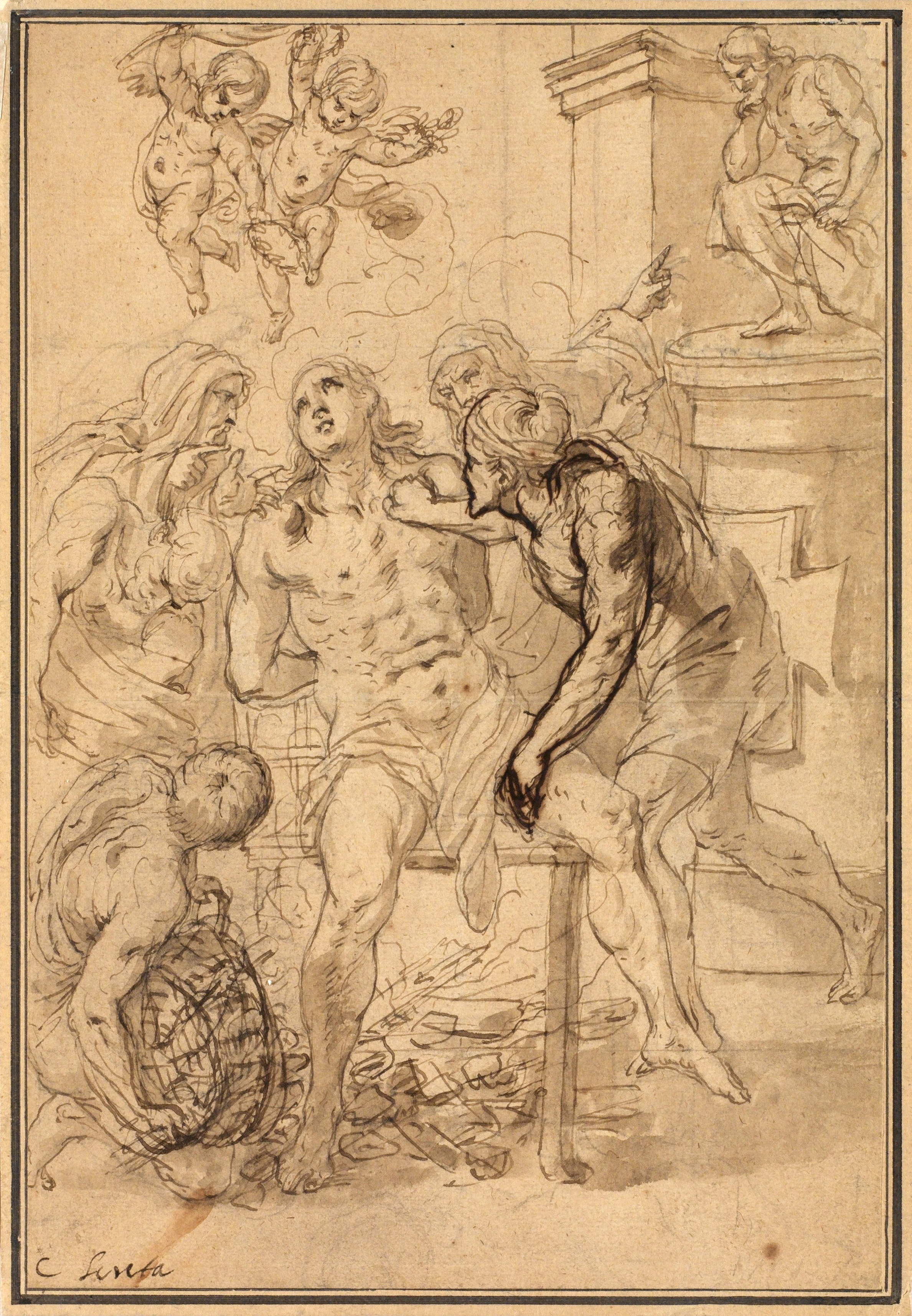
Karel Škréta, Umučení sv. Vavřince, Národní galerie v Praze

## Popis a zařazení
Jedná se o kresbu perem a štětcem bistrem na světle hnědavém papíře o rozměrech 311 x 215 mm. Kresbu daroval rytíř Vojtěch Lanna mladší Společnosti vlasteneckých přátel umění roku 1889. Její inventární číslo je K1287.
Škréta od roku 1630 pobýval několik let v Benátkách a nepochybně znal Tizianův obraz Utrpení sv. Vavřince (1548-1559) z tamního jezuitského kostela. Jeho kompozice přebírá některé postavy z rytiny Cornelise Corta (1571), která kombinuje obě Tizianovy předlohy a je oproti nim stranově převrácená. Je na ní muž nesoucí dřevo, klečící figura obrácená zády a dvojice andělů, z nichž jeden nese palmovou ratolest. Na soklu v pozadí je u Tiziana i Cornelise Corta socha pohanské bohyně Vesty (jako "Dea Roma"), zatímco u Pietro da Cortony přihlíží umučení sv. Vavřince císař Valerián. Škréta nakreslil sedícího řeckého boha Dia a sokl poněkud protismyslně ozdobil reliéfním řeckým křížem. Ten může symbolizovat dějinný zlom, který nastal po smrti sv. Vavřince, kdy se v Římě zrodilo křesťanství.
Škréta patří v českém umění k největším kreslířům. Jeho návrhy obrazů prokazují svěží a bohatou kompoziční invenci, smysl pro organický tvar a robustní věcnost, kterou se odlišuje od svých italských vzorů. Škrétův rukopis charakterizují chvatné a energické tahy pera, dokončené zpravidla lavírováním.

### Jiná díla

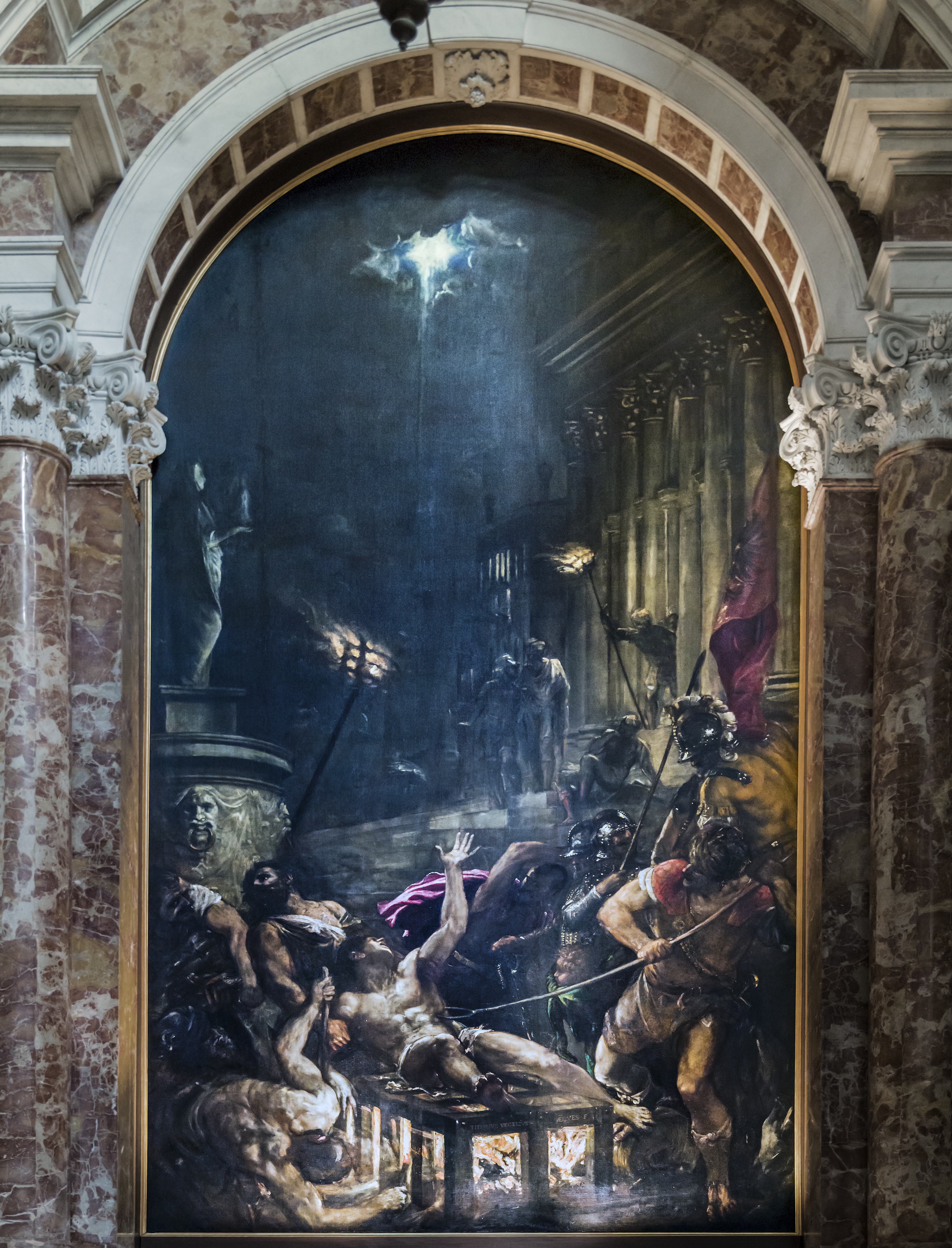
Tizian, Utrpení sv. Vavřince (1548-1559)
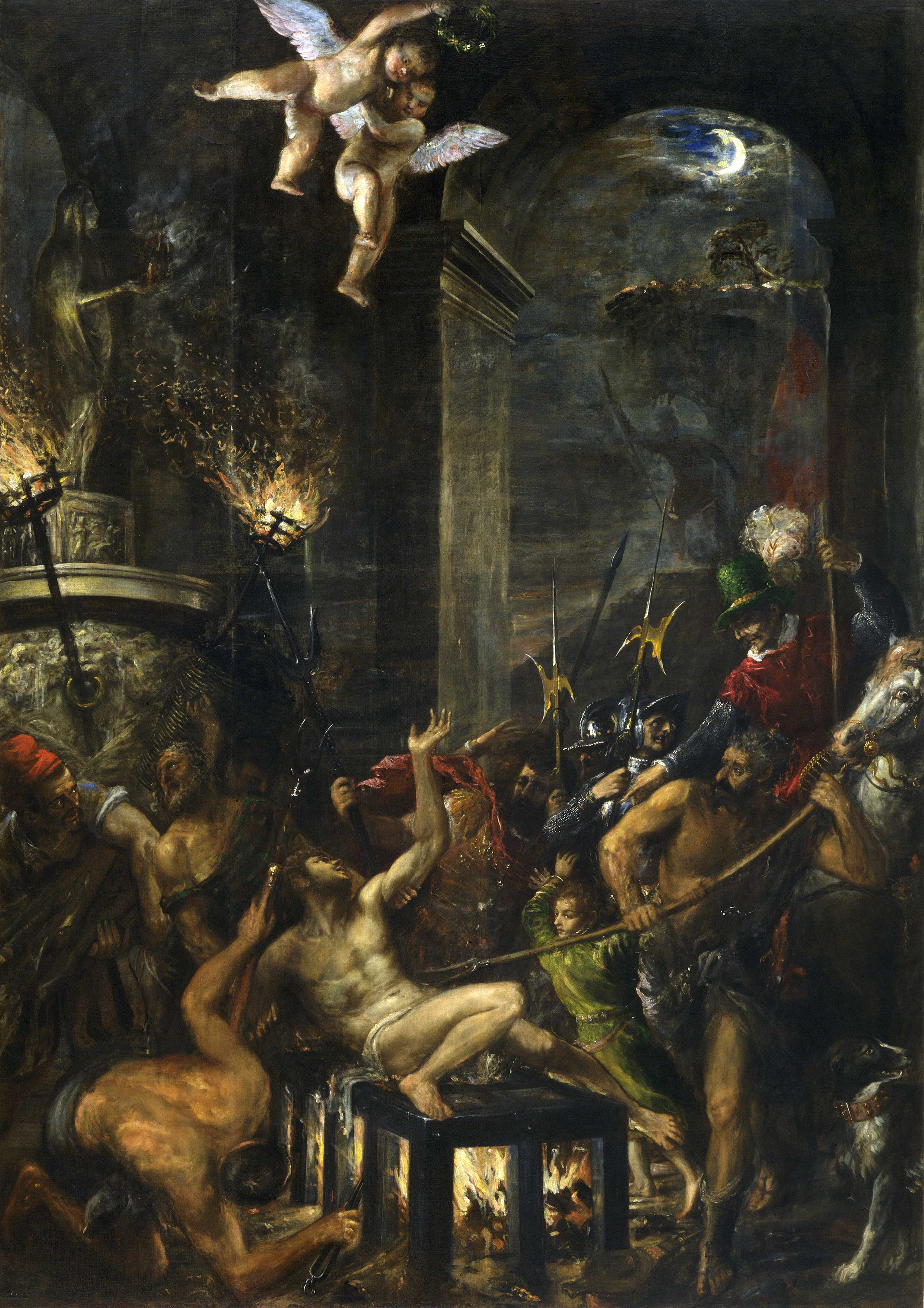
Tizian, Utrpení sv. Vavřince (1567)
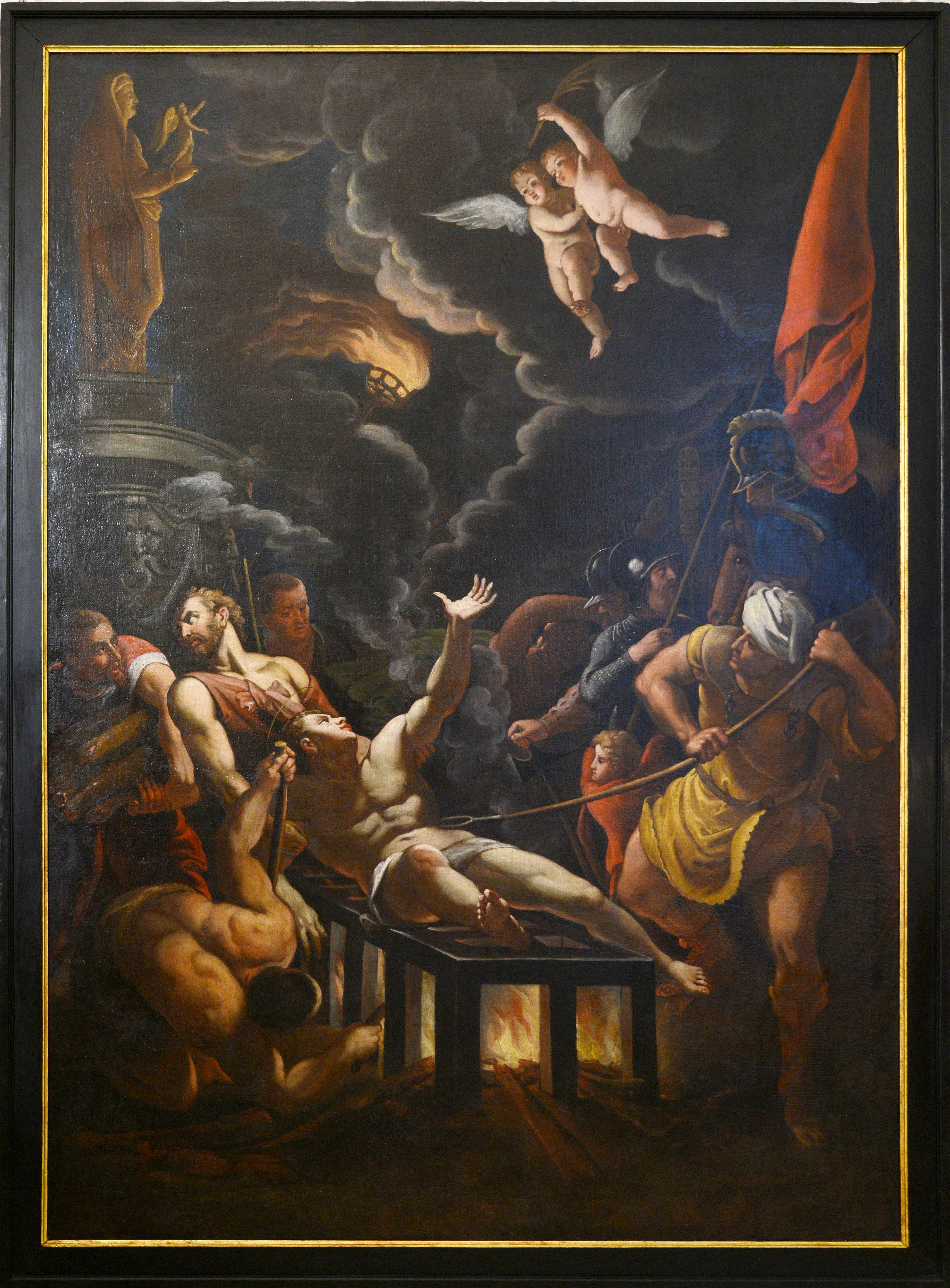
Utrpení sv. Vavřince (pozdější kopie dle Tiziana, Španělsko)
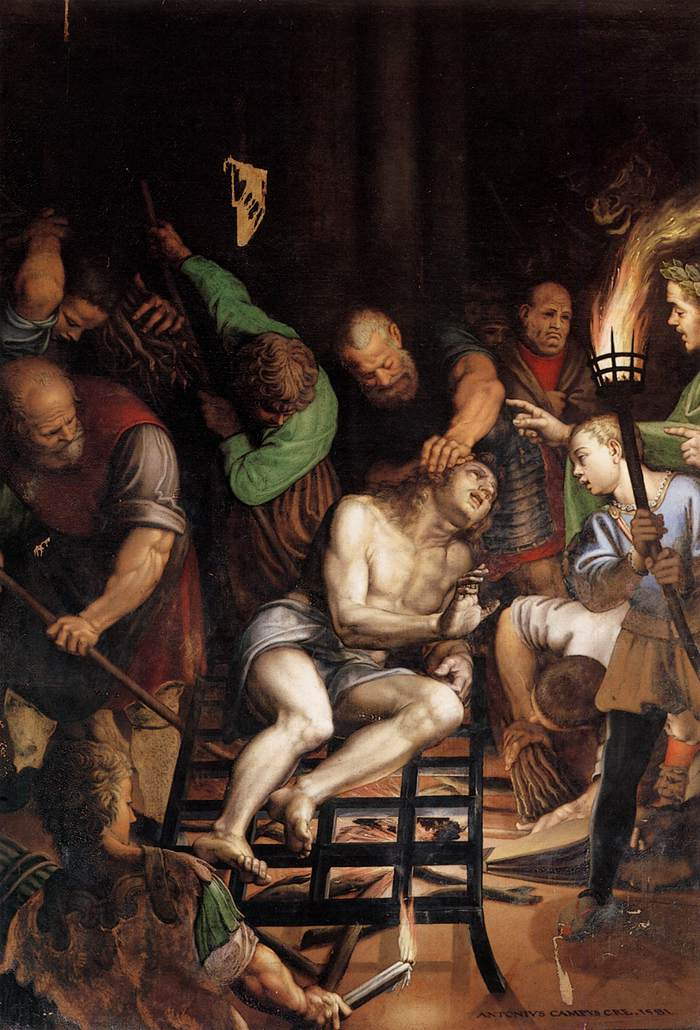
Antonio Campi, Utrpení sv. Vavřince (1581)
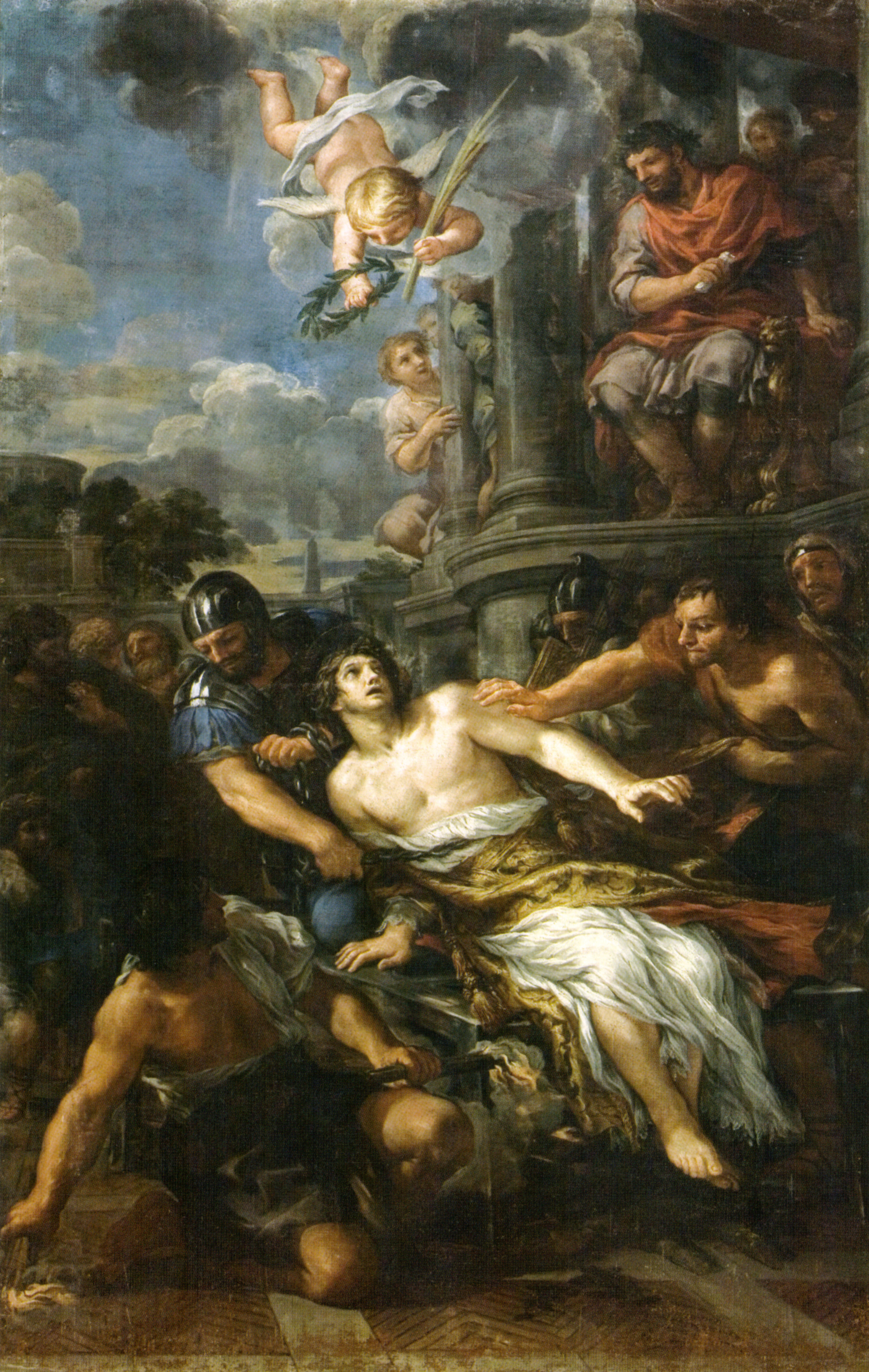
Pietro da Cortona, Utrpení sv. Vavřince (1626)
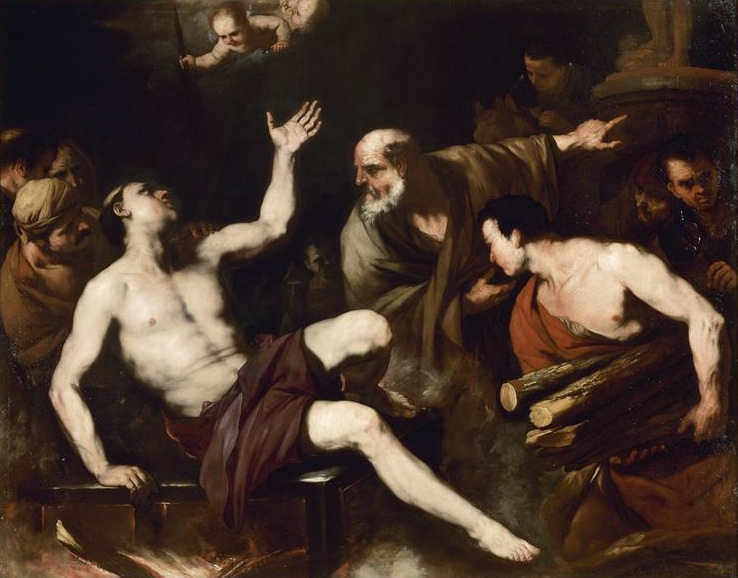
Luca Giordano, Utrpení sv. Vavřince (2. pol. 17. stol.)